# شويش
الشويش هي قرية في شرق قضاء بيجي في محافظة صلاح الدين وسط شمال العراق، مطلّة على غرب نهر دجلة، مساحتها 64.56 كيلومتراً مربعاً، قرية الشويش في المقاطعة 17 واسمها الشويش والعجاج.،

## صدام حسين
حين تزوّج إبراهيم حسن الخطاب الناصري من صبحة طلفاح مسلط الناصري والدة صدام حسين انتقل الزوجان ومعهما صدام حسين من قرية العوجة إلى قرية الشويش، حيث أقام صدام هناك مع أمّه وزوجها، ولم يكن في الشويش مدرسة، وكان من يريد الدراسة من أهل تلك القرية يتوجّه إلى المُدن، ظلّ صدام في قرية الشويش 3 سنوات حتى سنة 1947 حين قرّرَ أهلُه أن لا يخرج من القرية ويدرس في المدرسة، بل يبدأ بالعمل، وكان عمره حينئذٍ عشر سنوات، وكان يريد الدراسة، فقرر أن يخرج من بيت أهله في قرية الشويش متوجهاً إلى منطقة الفتحة حيث كان فيها بعض أبناء عمومته، فتوجّه منها إلى تكريت ليقيم في بيت خاله خير الله طلفاح مسلط الناصري وهناك سُجّل صدام في المدرسة.